# Zagrad, Radeče
Zagrad este o localitate din comuna Radeče, Slovenia, cu o populație de 93 de locuitori.